# ボージャー郡 (ルイジアナ州)
ボージャー郡（英: Bossier Parish、[ˈboʊʒər]）は、アメリカ合衆国ルイジアナ州の北部に位置する郡である。人口は12万8746人（2020年）。郡庁所在地はベントンであり、同郡で人口最大の町はボージャーシティである。隣接するカドー郡のシュリーブポートからはレッド川を隔てて対岸にある。
ボージャー郡はシュリーブポート・ボージャーシティ都市圏に属している。
ビスティノー湖とビスティノー湖州立公園がボージャー郡と隣接するウェブスター郡、ビエンビル郡に跨っている。ビスティノー湖から南に流れるロギー・バイユーがボージャー郡南部を通り、ビエンビル郡西部を横切り、レッドリバー郡に入ってレッド川に合流している。

## 歴史

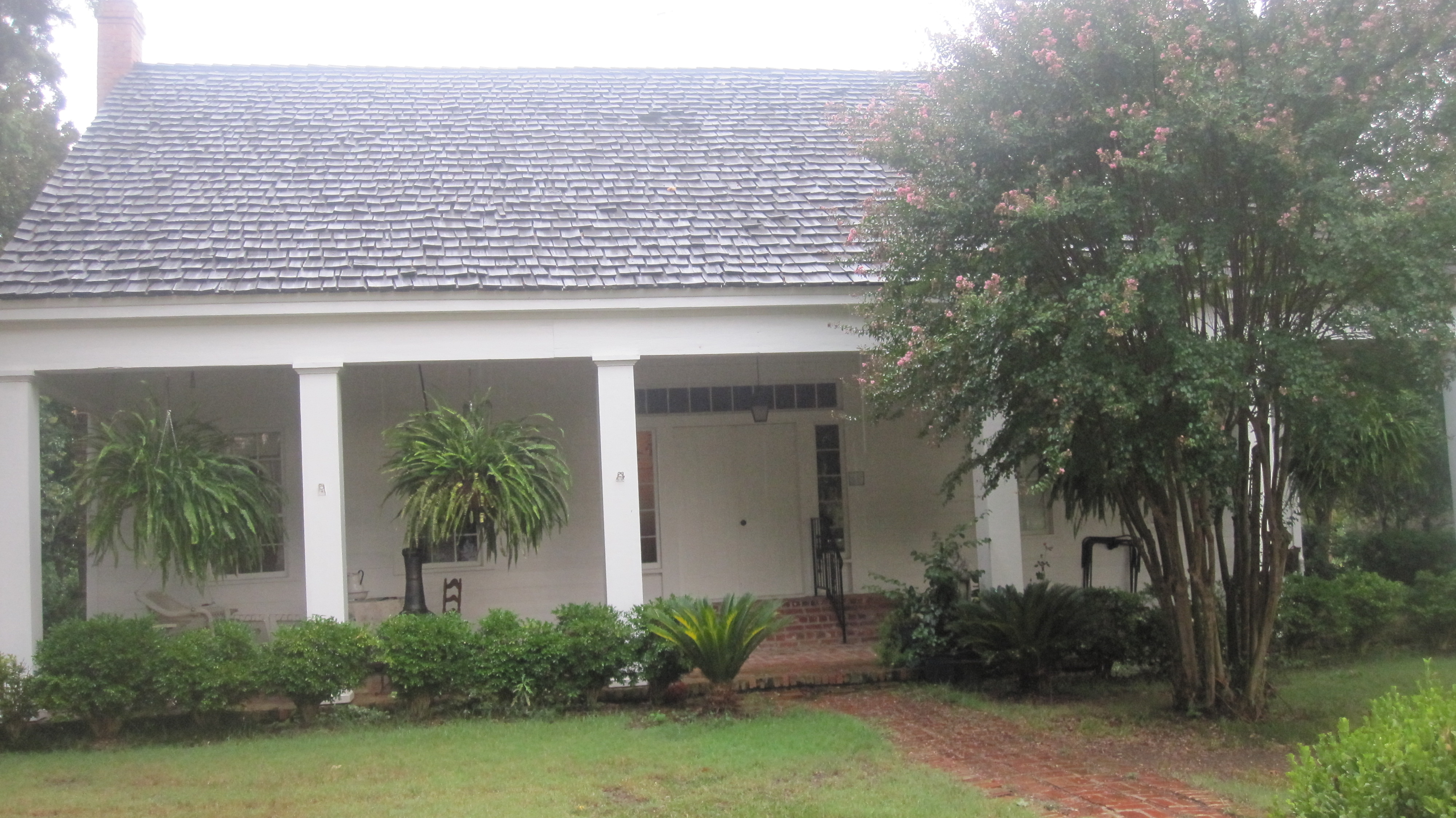
アーノルド・タイドウェル邸、サイプレス湖レクリエーション地域近く。南北戦争以前の建物で残っている3軒の1つ

ボージャー郡はナケテシュ郡出身で、19世紀ルイジアナ州議会上院議員、アメリカ合衆国下院議員を務めたピエール・ボージャーに因んで名付けられた。
ボージャー郡は南北戦争の間もその領域で戦闘が起こらなかった。開戦から間もない1861年7月、郡政委員会は南軍志願兵とその家族のために当時としては高額の35,000ドルを手当てした。
後にミンデン市長となるコネル・フォートは1867年に郡内ベルビューの町で生まれた。

## 地理
アメリカ合衆国国勢調査局に拠れば、郡域全面積は867平方マイル (2,245.5 km2)であり、このうち陸地839平方マイル (2,173.0 km2)、水域は28平方マイル (72.5 km2)で水域率は3.19％である。ボージャーシティの東4マイル (6 km) にはバークスデール空軍基地がある。

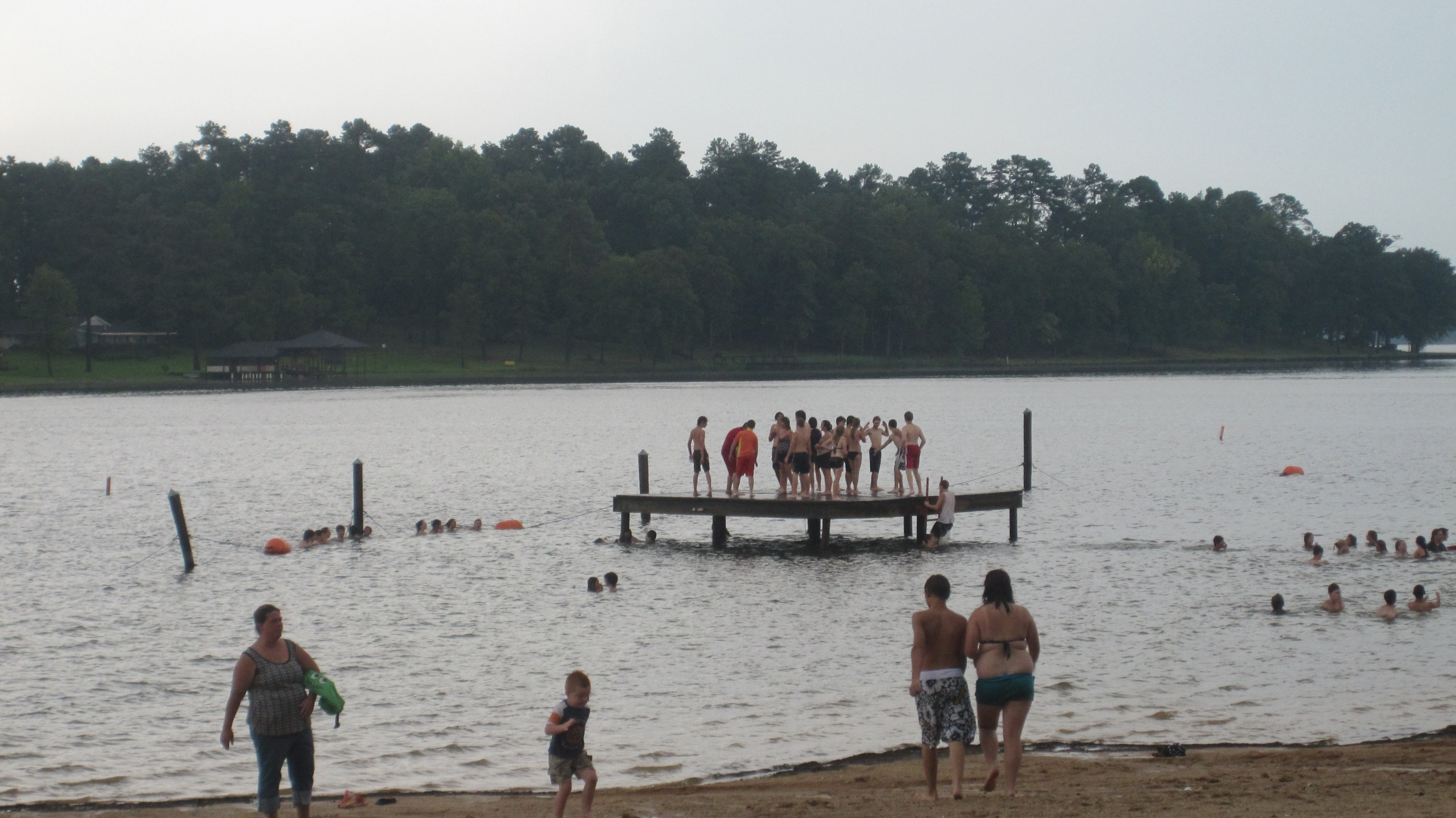
サイプレス湖の湖水浴

### 主要高規格道路
- 州間高速道路20号線
  -  州間高速道路220号線
- アメリカ国道71号線
- アメリカ国道79号線
- アメリカ国道80号線
- ルイジアナ州道2号線
- ルイジアナ州道3号線

### 隣接する郡
- ミラー郡 (アーカンソー州) - 北西
- ラファイエット郡 (アーカンソー州) - 北
- ウェブスター郡 - 東
- ビエンビル郡 - 南東
- レッドリバー郡 - 南
- カドー郡 - 西

### 国立保護地域
- レッド川国立野生生物保護区（部分）

## 人口動態

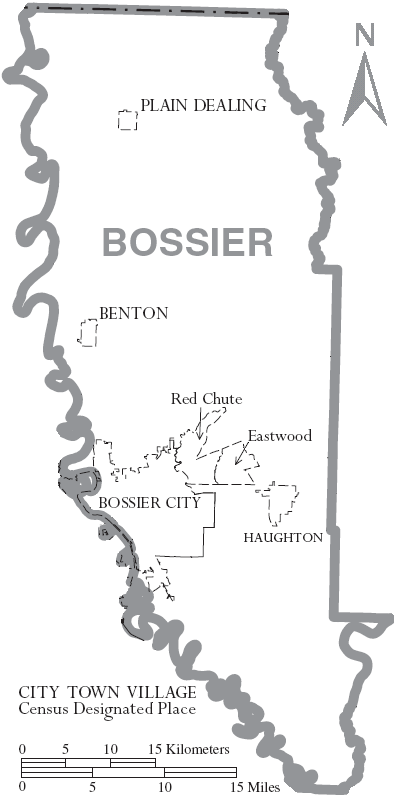
ボージャー郡図

以下は2010年の国勢調査による人口統計データである。
基礎データ
- 人口: 158,200人
- 世帯数: 62,000 世帯
- 家族数: 37,500 家族
- 人口密度: 45人/km2（142人/mi2）
- 住居数: 49,000軒
- 住居密度: 19軒/km2（48軒/mi2）

以下は2000年国勢調査による人口統計データである。
| 人種別人口構成 - 白人: 74.66% - アフリカン・アメリカン: 20.82% - ネイティブ・アメリカン: 0.52% - アジア人: 1.26% - 太平洋諸島系: 0.08% - その他の人種: 1.00% - 混血: 1.65% - ヒスパニック・ラテン系: 3.12% 年齢別人口構成 - 18歳未満: 28.0% - 18-24歳: 9.7% - 25-44歳: 30.5% - 45-64歳: 21.3% - 65歳以上: 10.4% - 年齢の中央値: 34歳 - 性比（女性100人あたり男性の人口） - 総人口: 96.1 - 18歳以上: 92.8 | 世帯と家族（対世帯数） - 18歳未満の子供がいる: 36.9% - 結婚・同居している夫婦: 54.6% - 未婚・離婚・死別女性が世帯主: 14.1% - 非家族世帯: 27.3% - 単身世帯: 22.9% - 65歳以上の老人1人暮らし: 7.8% - 平均構成人数 - 世帯: 2.63人 - 家族: 3.09人 収入と家計 - 収入の中央値 - 世帯: 39,203米ドル - 家族: 45,5426米ドル - 性別 - 男性: 32,305米ドル - 女性: 23,287米ドル - 人口1人あたり収入: 18,119米ドル - 貧困線以下 - 対人口: 13.7% - 対家族数: 10.6% - 18歳未満: 19.0% - 65歳以上: 12.5% |

## 大統領選挙の結果
2008年大統領選挙では、ボージャー郡で共和党のジョン・マケインが容易に民主党のバラク・オバマを破った。マケインは71.4％、32,706票を獲得し、オバマは27.7％、12,701票だった。1952年以降、独立系のジョージ・ウォレスが郡を制した唯一の非共和党候補になっている。

## 都市と町

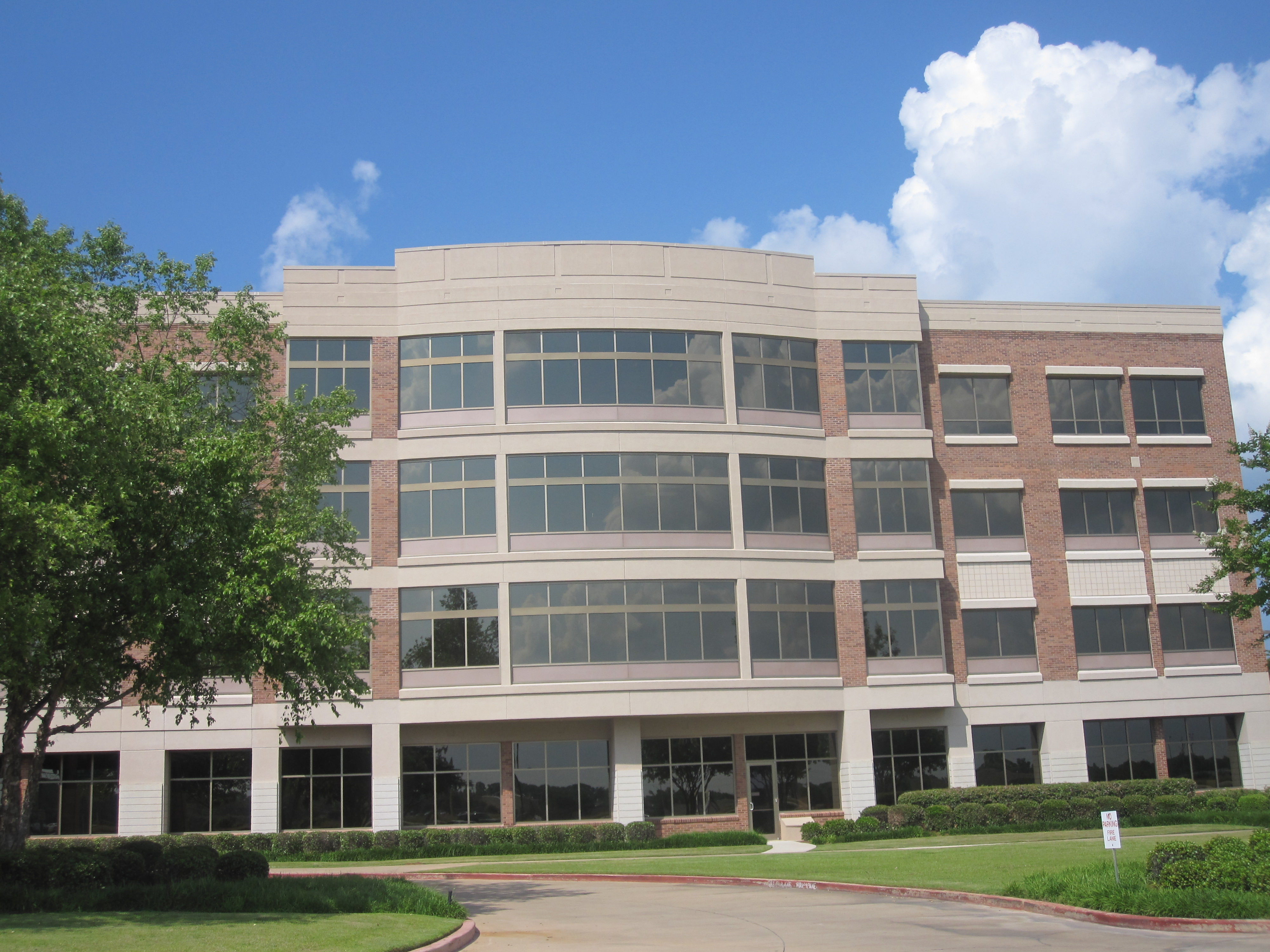
ウィリス・ナイトン病院、郡北部を担当

| - ベントン - 郡庁所在地 - ボージャーシティ | - ホートン - プレーンディーリング |

### 統計調査指定地域
- イーストウッド
- レッドシュート

## 教育
ボージャー郡教育委員会が地元の公立学校を運営している。

## 郡政府
ボージャー郡は12人の委員で構成される郡政委員会で統治されている。ボージャーシティの著名教育家エディ・シェルは1992年からその死の2008年まで委員を務めた。

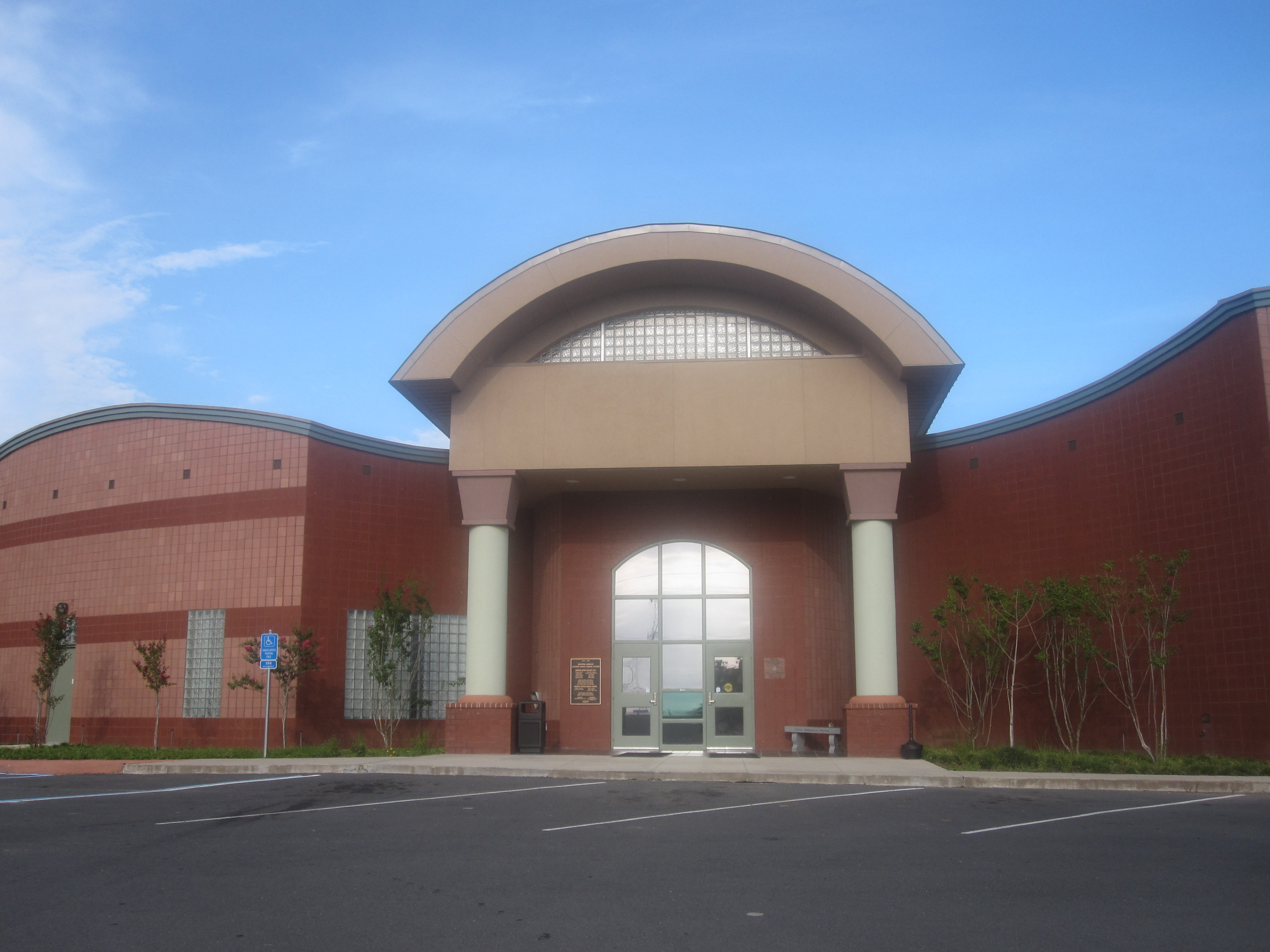
ボージャー郡図書館
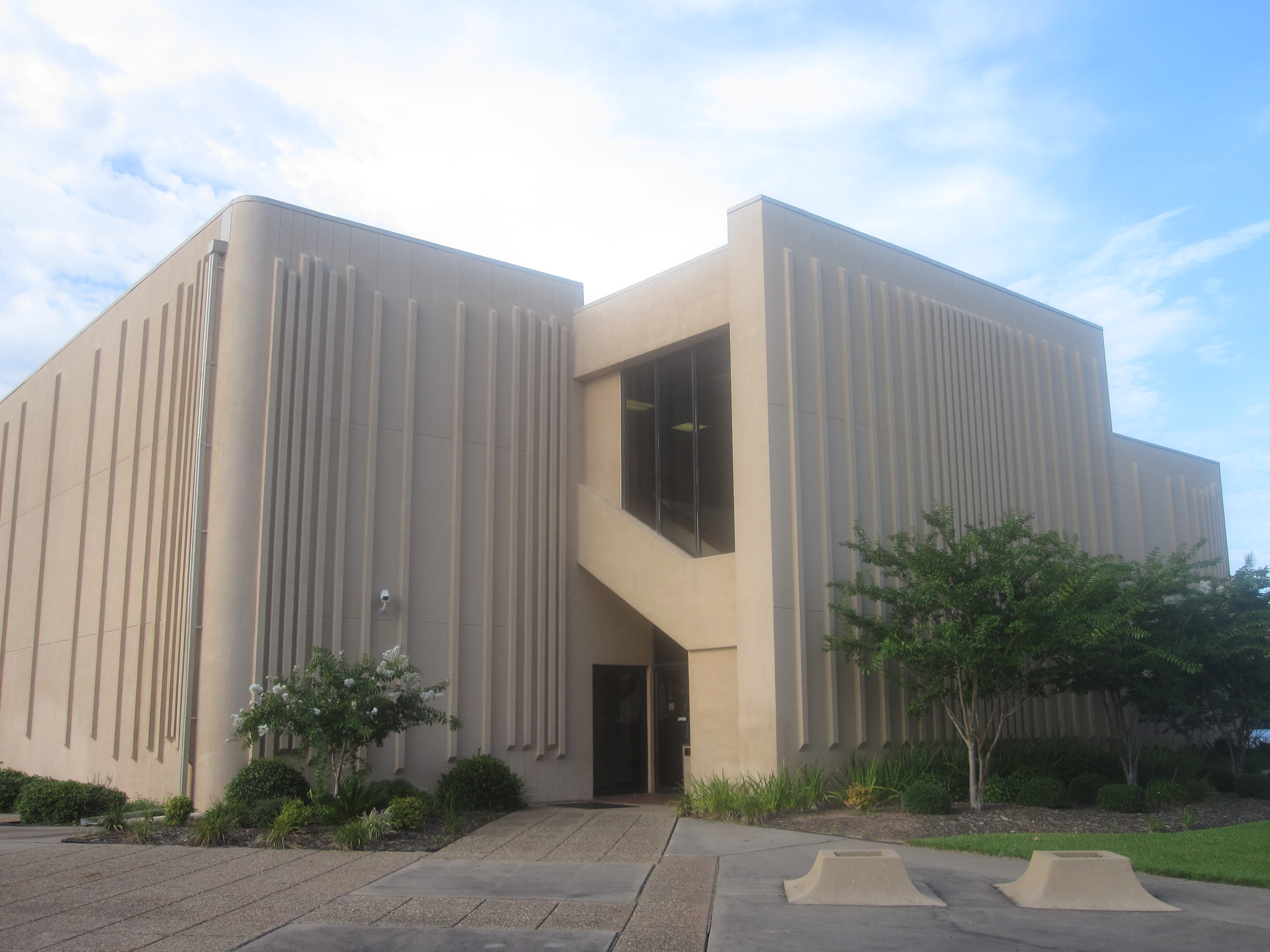
ボージャー郡保安官事務所
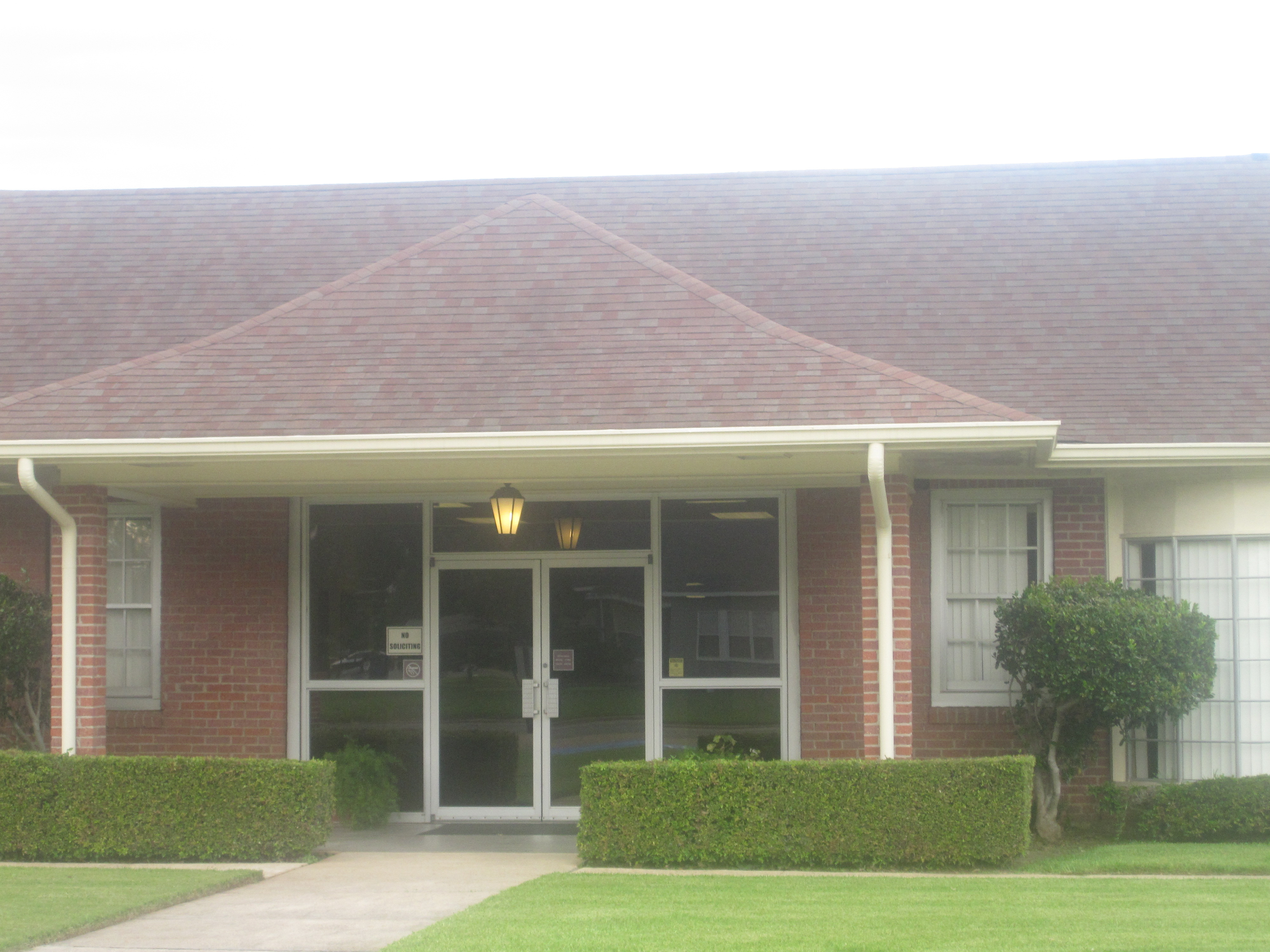
ボージャー郡教育委員会